# 20-я бронетанковая дивизия (Греция)
20-я бронетанковая дивизия (греч. XX Τεθωρακισμένη Μεραρχία) — тактическое соединение сухопутных войск Греции.
Сокращённое наименование в греческом языке — XX ΤΘΜ.
Пункт постоянной дислокации в г. Кавала периферии Восточная Македония и Фракия.

## История

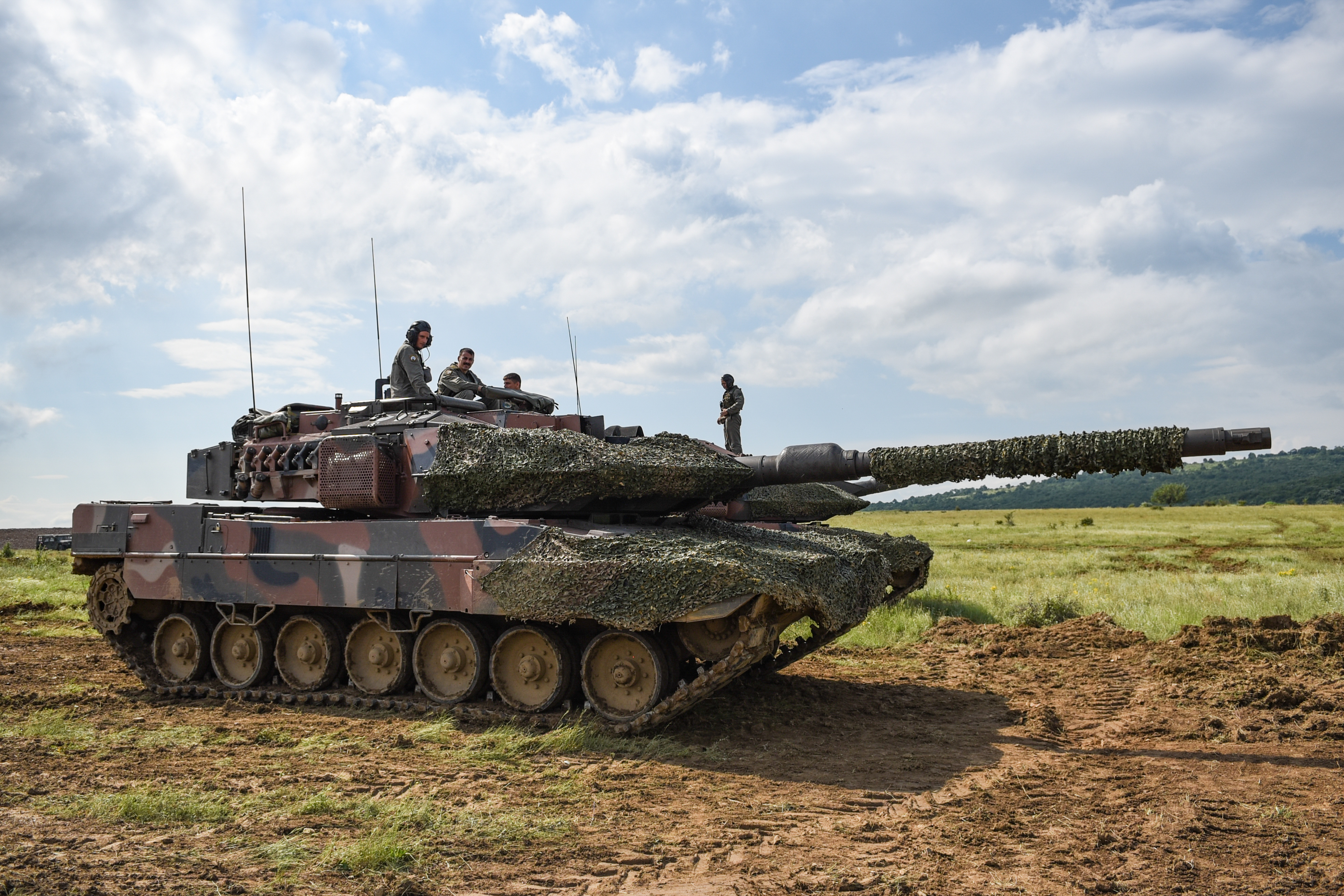
Leopard 2A6HEL 20-й бронетанковой дивизии на учениях Strike Back 19 на полигоне Ново Село около с. Мокрен (Болгария).

В 1954 году 9-я пехотная дивизия была преобразована в бронетанковую дивизию, имеющую в своём составе два боевых командования (Διοικήσεις Μάχης, ΔΜΑ). Из-за острой нехватки танков и другой бронетехники дивизия была бронетанковой только номинально. В 1956 году 9-я бронетанковая дивизия была преобразована в 20-ю бронетанковую дивизию без сохранения преемственности, которая постепенно формировалась в течение следующих четырех лет. С появлением первых танков M47 Patton в 1957 году были сформированы первые батальоны средних танков (Επιλαρχίες Μέσων Αρμάτων, ΕΜΑ) по 55 танков в каждом.
С 1964 года дивизия начала получать первые танки M48 Patton и бронетранспортеры M113, которые начали заменять старую технику. К 1971 году прибыло достаточное количество танков M48, чтобы можно было сформировать три новых батальона средних танков: 24-й, 25-й и 26-й, так что каждое боевое командование состояло из двух батальонов средних танков. В 1977—79 годах боевые командования были переформированы в бронетанковые бригады, при этом 3-е боевое командование переформировано в 23-ю бронетанковую бригаду, 1-е боевое командование переформировано в 24-ю бронетанковую бригаду, а 2-е боевое командование переформировано в 25-ю бронетанковую бригаду. 20-я дивизия оставалась оперативным штабом, координирующим две последние бригады.

## Состав

### 2019 год
- управление (г. Кавала)
- 21-я бронетанковая бригада «Пиндская кавалерийская бригада» (21η Τεθωρακισμένη Ταξιαρχία «Ταξιαρχία Ιππικού Πίνδος») (г. Комотини)
- 23-я бронетанковая бригада «3-й Дорилейский кавалерийский полк» (23η Τεθωρακισμένη Ταξιαρχία «3ο Σύνταγμα Ιππικού Δορυλαίον») (г. Александруполис)
- 25-я бронетанковая бригада «2-й Эфесский кавалерийский полк» (25η Τεθωρακισμένη Ταξιαρχία «2ο Σύνταγμα Ιππικού Έφεσσος») (г. Ксанти)
- Артиллерийское командование
- 20-я рота связи
- 955-я рота военной полиции[6]